# زواج المثليين في جمهورية أيرلندا
أصبح زواج المثليين قانونيا في جمهورية أيرلندا منذ 16 نوفمبر 2015. قام استفتاء على تعديل الدستور الأيرلندي في 22 مايو 2015 بتوفير الاعتراف بالزواج بغض النظر عن جنس الزوجين. وتم توقيع ذلك قانونيا من قبل رئيس جمهورية أيرلندا ليصبح التعديل الرابع والثلاثين للدستور الأيرلندي في 29 آب عام 2015. أعطى قانون الزواج 2015، الذي أقره البرلمان يوم 22 أكتوبر 2015، وتم توقيعه قبل اللجنة الرئاسية في 29 أكتوبر 2015، أعطى الأمر التشريعي للتعديل. وبدأ الاعتراف بزواج المثليين في أيرلندا من 16 نوفمبر 2015،  ووقع أول حفل زواج مثلي في أيرلندا في 17 نوفمبر 2015.
أعطت الشراكات المدنية، الممنوحة بموجب قانون الشراكة المدنية وبعض الحقوق والواجبات للشركاء المتساكنين 2010، حقوقا ومسؤوليات مماثلة للشركاء المثليين، ولكنها غير متساوية، مقارنة بالزواج المدني.
كشف تعداد سكان أيرلندا عام 2011 عن وجود 143,600 شركاء متساكنين، وهو عدد ارتفع من 77,000 في عام 2002. وشمل ذلك 4,042 شركاء مثليين ومثليات، وهو عدد ارتفع من 1,300 في عام 2002.

## الخلفية

### لجنة إصلاح القانون (2000-06)
في كانون الأول/ديسمبر 2000، طلبت الحكومة، في إطار البرنامج الثاني لإصلاح القانون، من لجنة إصلاح القوانين في أيرلندا دراسة حقوق وواجبات المتساكنين. في أبريل 2004، نشرت اللجنة ورقة استشارية تتضمن توصيات مؤقتة حول القضايا القانونية المتعلقة بعلاقات المساكنة. تضمن التقرير تحليلاً للقضايا الخاصة بالشركاء المثليين. بعد الردود، تم نشر التقرير النهائي في ديسمبر 2006 من قبل وزير العدل مايكل ماكدويل.
دعت مقترحات التشاور إلى الاعتراف «المفترض» القانوني بعلاقات المساكنة المؤهلة. تم تعريف المتساكنين المؤهلين بأنهم من غير المتزوجين من المثليين أو المغايرين في علاقات «شبيهة بالزواج» لمدة سنتين (أو ثلاث سنوات في بعض الحالات)، تحددها المحاكم.
واستعرضت اللجنة مجالات مثل الملكية، والخلافة، والصيانة، والمعاشات التقاعدية، والرعاية الاجتماعية والضرائب، وأوصت ببعض التغييرات في القانون لتوفير حقوق للمتساكنين المؤهلين. سيتم تطبيق هذه الحقوق من قبل المحكمة عند تقديم طلب منفصل عن الحقوق «التلقائية» للزواج الشرعي. وحرصت اللجنة على عدم اقتراح أي شيء يساوي المساكنة للزواج بسبب المخاوف من أن مثل هذا الاقتراح قد ينتهك الحماية الدستورية للأسرة.
كما تضمنت الورقة توصيات حول الخطوات الأخرى التي يجب على الأزواج المتساكنين أخذها مثل الوصايا الكتابية، وتحديد التوكيل، وما إلى ذلك.

### الهيئات النظامية الأخرى والمنظمات غير الحكومية

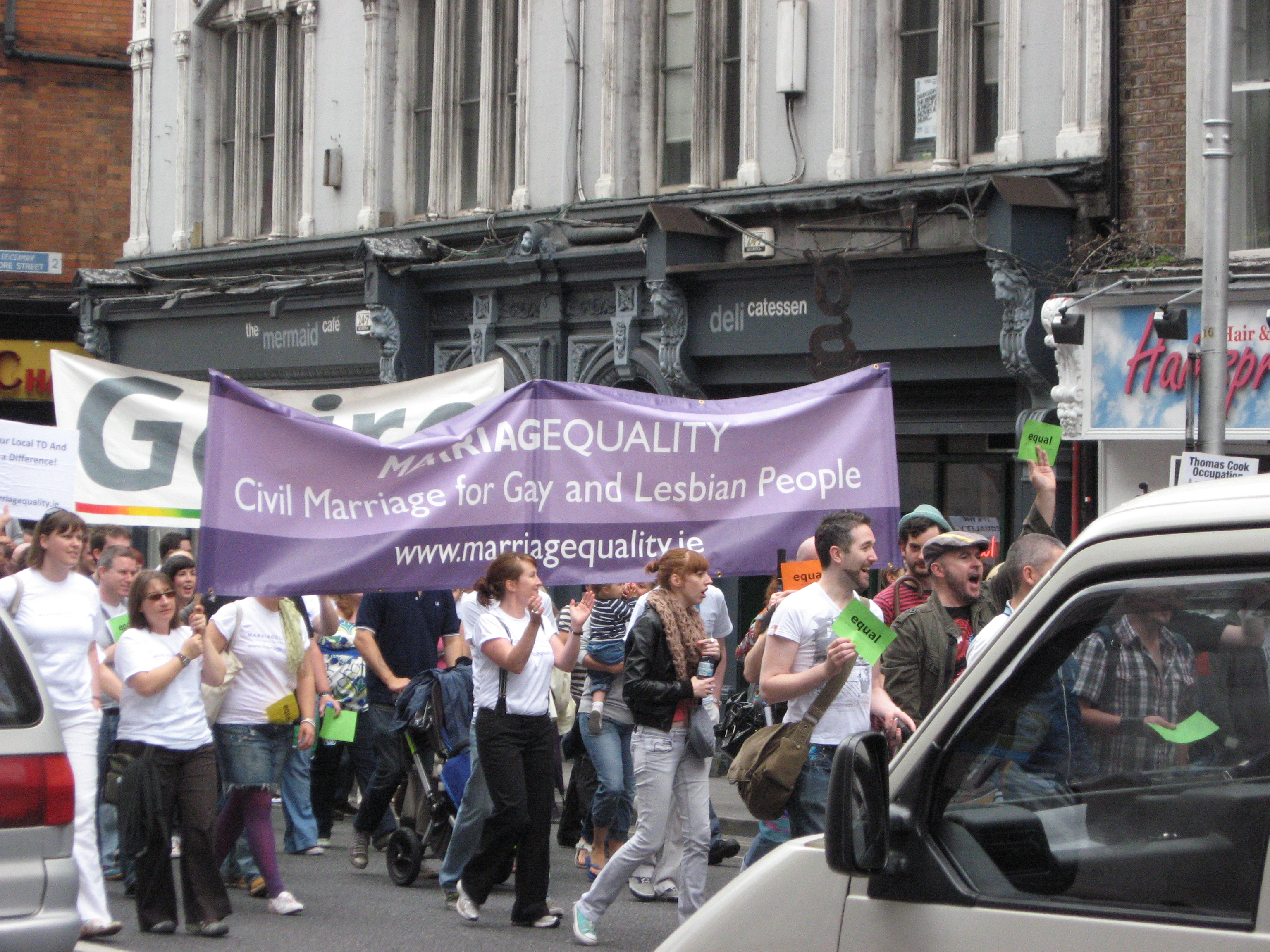
منظمة "المساواة من أجل الزواج" في مسيرة مؤيدة لزواج المثليين في دبلن

### استفتاء المساواة في الزواج

كيف صوت الناخبون الأيرلنديون على الاستفتاء
72.5%–75%
70%–72.49%
67.5%–69.99%
65%–67.49%
62.5%–64.99%
60%–62.49%
57.5%–59.99%
55%–57.49%
52.5%–54.99%
50%–52.49%
48.58%

## النقاش العام

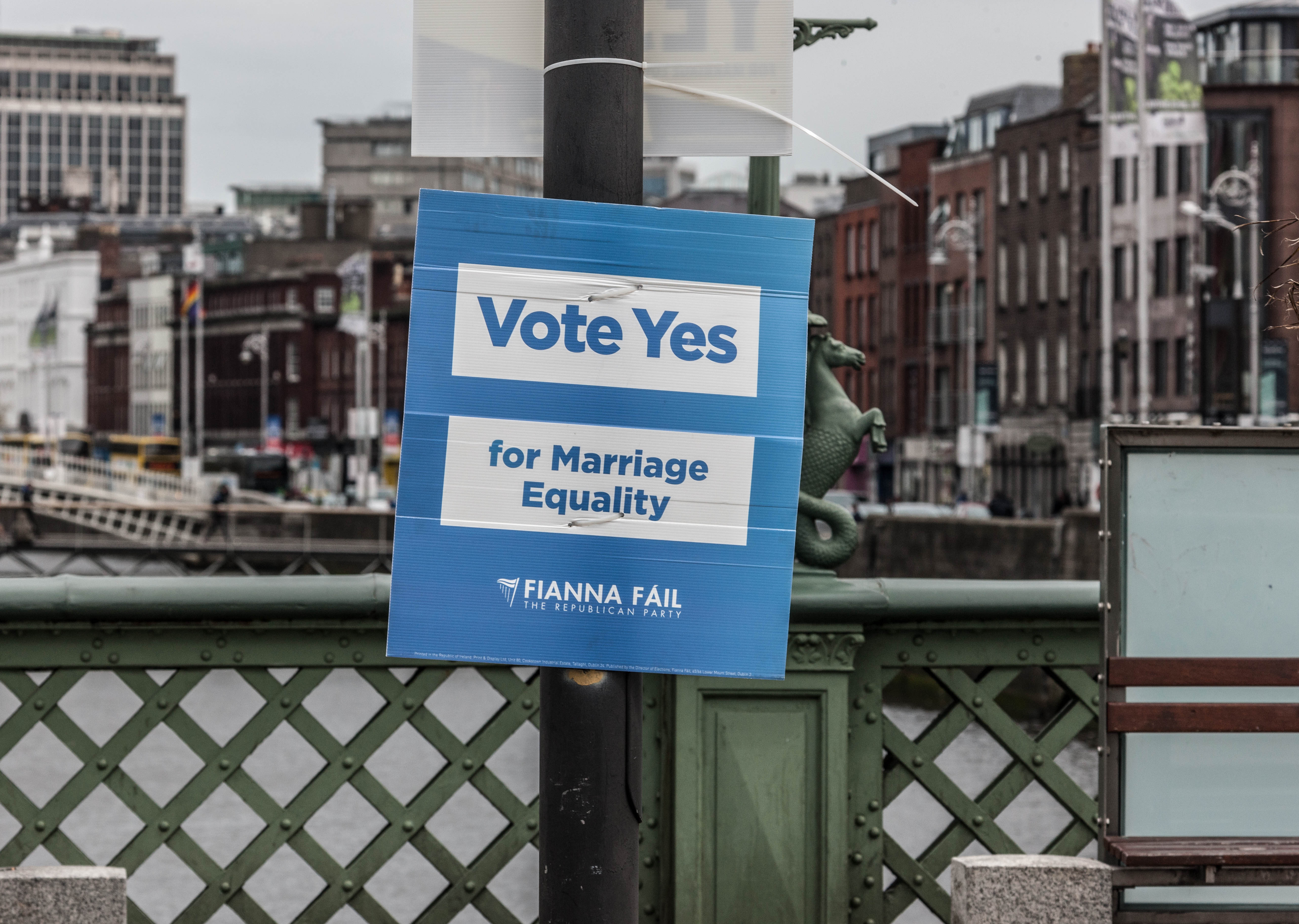
منشورلحزب فيانا فايل يدعم التعديل الرابع والثلاثون للدستور الأيرلندي